# Joker (2019.)
Joker je američki psihološki triler iz 2019. godine od redatelja Todda Phillipsa, koji je zajedno sa Scottom Silverom napisao scenarij. Film temeljen na DC Comics likovima, stavlja Joaquina Phoenixa u ulogu Jokera i predstavlja moguću priču o podrijetlu lika. 
Smješten u 1981. godinu, slijedi Arthura Flecka, neuspjelog stand-up komičara čiji pad u ludilo i nihilizam nadahnjuje nasilnu kontrakulturnu revoluciju protiv bogatih u propadajućem Gotham Cityju. U sporednim ulogama pojavljuju se Robert De Niro, Zazie Beetz, Frances Conroy, Brett Cullen, Glenn Fleshler, Bill Camp, Shea Whigham i Marc Maron. Jokera su producirali Warner Bros. Pictures, DC Films i Joint Effort, u suradnji s Bron Creativeom i Village Roadshow Picturesom, dok ga je distribuirao Warner Bros.
Film je premijerno prikazan na 76. Međunarodnom filmskom festivalu u Veneciji 31. kolovoza 2019. godine na kojem je osvojio Zlatnog lava, a u SAD-u je objavljen 4. listopada 2019. Film je polarizirao kritičare. Iako su izvedba Phoenixa, glazbena partitura i kinematografija pohvaljeni; tamni ton, prikaz mentalnih bolesti i postupanje s nasiljem podijelili su mišljenje i stvorili zabrinutosti za nadahnuće u stvarnom nasilju. Kino u kojem se 2012. godine dogodila masovna pucnjava u Aurori, Colorado, tijekom projekcije filma Vitez tame: Povratak, odbio ga je prikazati. Unatoč tome, Joker je postao veliki uspjeh u zaradi i postavio je rekorde u listopadskoj premijeri. Film je prikupio više od milijardu dolara, što ga čini prvim filmom s R ocjenom koji je to učinio, šesti film na popisu filmova s najvećom zaradom za 2019. godinu i 31. film na popisu filmova s najvećom zaradom svih vremena.

## Radnja
Godine 1981., klaun i stand-up komičar Arthur Fleck živi sa svojom majkom, Penny, u Gotham Cityu. Gotham je krcat kriminalom, nezaposlenošću i korupcijom, ostavljajući slojeve stanovništva obespravljene i osiromašene. Arthur boluje od poremećaja koji mu daje čudan i nekontroliran smijeh, te redovito pohađa sastanke sa psihijatricom kako bi dobio propisane lijekove. Nakon što ga grupa muškaraca napada na cesti, njegov kolega Randall mu daje pištolj za obranu iako Arthuru nije dozvoljeno da posjeduje oružje. Arthur započinje vezu sa susjedom, samohranom majkom Sophie Dumond, i poziva je na svoj nadolazeći nastup u noćnom klubu.
Dok zabavlja djecu u dječjoj bolnici, pištolj mu ispada iz džepa. Randall laže pred njihovim šefom da je Arthur sam kupio pištolj i ovaj dobiva otkaz. U podzemnoj željeznici, još uvijek u njegovoj klaunovskoj šminki, Arthura pretuku trojica pijanih poduzetnika Wayne Enterprisesa; on puca u dvojicu u samoobrani, a trećeg ubija. Ubojstva uskoro na televiziji osuđuje kandidat za gradonačelnika, milijarder Thomas Wayne, te one koji zavide uspješnijim ljudima naziva "klaunovima". Započinju demonstracije protiv Gothamovih bogataša, pri čemu prosvjednici stavljaju klaunovske maske na lice. Smanjivanje sredstava za socijalne usluge dovodi do toga da se zatvara i program psihijatarskih usluga, ostavljajući Arthura bez lijekova.
Sophie prati Arthura na njegov prvi stand-up nastup, koji ide loše; nakon što se popne na pozornicu hvata ga nekontrolirani smijeh i ima poteškoća u predaji šala. Nakon što je Penny poslala već bezbrojna pisma svojem bivšem poslodavcu, Arthur jednog dana presreće pismo koje je napisala Thomasu Waynu, u kojem se navodi da je on Thomasov nezakoniti sin. Arthur odlazi do Wayne Manor, gdje susreće Thomasovog malog sina Brucea, ali bježi nakon svađe s obiteljskim batlerom Alfredom Pennyworthom. Nakon posjete dvoje detektiva gradske uprave Gotham Cityja koji istražuju Arthurovu moguću umiješanost u ubojstva u vlaku, Penny pretrpi moždani udar i hospitalizirana je.
Ušuljajući se na javni događaj, Arthur napada Thomasa, koji mu kaže da Penny nije njegova biološka majka, nego da je posvojen. Arthur posjećuje Arkham State Bolnicu i krade Pennyine dosjee; u spisu uistinu piše da je Penny posvojila Arthura kao dijete i dopustila da njen nasilni dečko našteti obojici. Međutim, Penny se pravda da je Thomas upotrijebio svoj utjecaj da izmisli usvajanje kako bi sakrio njihovu vezu. Rastrojen, Arthur se vraća kući i nenajavljeno ulazi u Sophijin stan. Uplašena, Sophie ga moli da ode; postaje jasno da je njihov odnos bio samo plod Arthurove mašte. Sljedećeg dana, Arthur ubija Penny u bolnici.
Arthurov idol, Murray Franklin, u svoju TV emisiju stavlja video Arthurovog stand-up nastupa, te ga poziva na svoj show zbog oduševljene reakcije publike. Dok se Arthur u svom stanu priprema za veliki nastup, odjednom ga posjećuje Randall, sa sobom je poveo i njegovog bivšeg kolegu Garya. Arthur ubija Randalla, ali ostavlja Garya neozlijeđenog pošto se ovaj kao jedini dobro odnosio prema njemu u prošlosti. Na putu prema studiju, dva detektiva slijede Arthura u vlak prepun prosvjednika obučenih u klaunove. Jedan detektiv slučajno puca u prosvjednika i potiče na nerede, omogućujući Arthuru da pobjegne.
Prije showa Arthur zamoli Murrayja da ga najavi kao Joker (što bi u prijevodu značilo ''šaljivdžija''). Arthur izlazi na show veselo, ali ubrzo počinje pričati morbidne šale, priznaje ubojstvo troje ljudi u podzemnoj i bijesni o tome kako društvo napušta one najjadnije i mentalno bolesne. Kada ga Murray počinje kritizirati, Arthur izvlači pištolj, upuca ga i biva uhapšen dok izbijaju neredi širom Gothama. Jedan protestant prilazi obitelji Wayne u uličici i ubija Thomasa i njegovu suprugu Marthu, poštedeći Brucea. Demonstranti se zalijeću u policijski automobil koji je prevozio Arthura i oslobađaju ga. On sretan staje na vrh auta i počinje plesati, te krv iz nosa koristi da si naslika osmijeh na lice.  
Neko vrijeme kasnije u Arkhamu se Arthur smije sam sebi zbog šale i govori svojoj novoj psihijatrici da ona vic ne bi razumjela. Izlazi iz sobe, ostavljajući za sobom krvave tragove.

## Glumačka postava
- Joaquin Phoenix kao Arthur Fleck/Joker: Psihički bolesni, osiromašeni klaun i stand-up komičar kojeg društvo gazi, čija povijest zlostavljanja dovodi do toga da postane nihilistički kriminalac. Phoenix je bio zainteresiran za niskobudžetnu "studiju likova" lika stripa i rekao je da se film "osjeća jedinstveno, to je na neki način vlastiti svijet, a možda [...] To bi mogla biti stvar koja vas najviše plaši.". Phoenix je u pripremi smršavio 24 kilograma, te je smijeh temeljio na "videozapisima ljudi koji pate od patološkog smijeha". Također je nastojao prikazati lik s kojim se publika nije mogla poistovjetiti te nije tražio nadahnuće od prethodnih Jokerovih glumaca; umjesto toga, pročitao je knjigu o političkim atentatima kako bi mogao razumjeti ubojice i njihove motivacije. Redatelj Todd Phillips rekao je da je namjerno ostavio dvosmisleno pitanje postaje li Arthur stvarnim Jokerom kako se to vidi u tradicionalnim pričama o Batmanu ili nadahnjuje zaseban lik, iako Phoenix vjeruje da je Arthur ono prvo.
- Robert De Niro kao Murray Franklin: Voditelj televiziske emisije koji igra ulogu u Arthurovom padu. De Niro je rekao da njegova uloga u Jokeru odaje počast njegovom liku iz Kralja komedije (1983), Rupertu Pupkinu, koji je komičar opsjednut voditeljem talk-showa.
- Zazie Beetz kao Sophie Dumond: Cinična samohrana majka i Arthurov "ljubavni interes". Beetz, "veliki obožavatelj" Phoenixa, rekla je da je bila "čast" surađivati s njim, i da je puno naučila radeći s njim na setu.
- Frances Conroy kao Penny Fleck: Arthurova mentalno i fizički bolesna majka, koja je prije radila za Thomasa Waynea. Kanadska glumica Hannah Gross tumači mladu Penny.

Uz to, Brett Cullen tumači Thomasa Waynea, milijardera koji se kandidirao za gradonačelnika Gothama. Za razliku od stripova, Thomas igra ulogu u Jokerovom podrijetlu i manje je simpatičan od tradicionalnih inkarnacija. Alec Baldwin u početku je bio planiran za ulogu, ali je odustao zbog sukoba sa snimanjem. Carrie Louise Putrello prikazuje Tomasovu suprugu Martu, premda lik nema replike niti je se navodi imenom. Douglas Hodge glumi Alfreda Pennywortha, batlera i njegovatelja obitelji Wayne, a Dante Pereira-Olson glumi Brucea Waynea, Thomasova sina, koji u odrasloj dobi postaje Jokerov suparnik Batman. 

## Produkcija

### Razvoj projekta
Već između 2014. i 2015. je Joaquin Phoenix izrazio interes kod svog agenta za glumu u niskobudžetnom filmu, tipa "studija likova" o stripovskom negativcu, poput lika iz DC Comics, Jokera. Phoenix je prethodno odbio glumiti u Marvel Cinematic Universeu jer bi se od njega zahtijevalo da ponovi ulogu, poput Hulka ili Doctor Strangea, u više filmova. Phoenix je u početku isključio Jokera kao ideju o "proučavanju likova" i pokušao pronaći nešto drugo. "Mislio sam: 'Ne možeš napraviti Jokera, jer, znaš, jednostavno ne možeš napraviti taj lik, to je već učinjeno.'" Phoenixov agent predložio je da se uspostavi kreativni sastanak s Warner Bros. no odbio je i odustao od ideje. Slično tome, Todd Phillipsu nekoliko je puta ponuđeno da režira filmove temeljene na stripu, ali odbio je jer je smatrao da su "glasni" i da ga ne zanimaju. Prema Phillipsu, Joker je stvoren iz njegove ideje da stvori drugačiji, "stvarniji" film baziran na stripu. Priča o Jokeru ga je privukla jer je smatrao da ne postoji konačan prikaz lika te je znao da će to pružiti znatnu kreativnu slobodu.  
Phillips je ideju za Jokera prenio Warner Bros-u nakon premijere njegovog filma War Dogs u kolovozu 2016. Prije tog filma, Phillips je bio uglavnom poznat po komičarskim filmovima, poput Road Trip (2000.), Old School (2003.) i The Hangover (2009.); War Dogs označili su pothvat na uznemirujuće područje. Tijekom premijere, Phillips je shvatio da "War Dogs neće zapaliti svijet i razmišljao sam: Što ljudi stvarno žele vidjeti?" Predložio je da DC Films razlikuje svoje filove od konkurentskog Marvela Studija "produciranjem niskobudžetnih, samostalnih filmova". Nakon uspješnog objavljivanja Wonder Woman (2017.), DC Films je odlučio ublažiti zajedničku prirodu filmske franšize zasnovane na DC-u, DC Extended Universe (DCEU). U kolovozu 2017. Warner Bros. i DC Films otkrili su planove za film, a Phillips je odabran da režira, te napiše scenarij zajedno sa Scottom Silverom, dok je Martin Scorsese trebao koproducirati s Phillipsom.  
Prema Kim Mastersu i Borys Kitu iz Hollywood Reporter, Jared Letou, koji je Jokera tumačio u DCEU-u, bilo je nezadovoljstvo što postoji projekt odvojen od njegove interpretacije. U listopadu 2019. Masters je izvijestio da se Leto "osjećao 'otuđenim i uznemirenim" kada je saznao da je Warner Bros. - koji mu je obećao samostalni DCEU Joker film - dopustio da Phillips nastavi s Joker-om, idući toliko daleko da pita svog glazbenog menadžera Irvinga Azoff radi otkazivanja projekta. Masters je dodao da je Letova iritacija bila ono zbog čega je prekinuo suradnju s Agencijom za kreativne umjetnike (CAA), jer je vjerovao da su mu "njegovi agenti trebali ranije reći o projektu Phillipsa i da su se trebali više borili za njegovu verziju Jokera". Međutim, izvori povezani s Letom poriču da je zbog toga pokušao otkazati Jokera i napustio CAA.  
Warner Bros. pokušao je da Phillips postavi Leonardo DiCaprija za Jokera, nadajući se da će sudjelovanje privući Scorsesea s kojim redovito surađuje. Međutim, Phillips je rekao da je Phoenix bio jedini glumac kojeg je smatrao, te da su on i Silver napisali scenarij imajući na umu Phoenixa, "Cilj nikada nije bio uvesti Joaquin Phoenixa u filmski svemir stripova. Cilj je bio predstaviti stripovskim filmovima svemir Joaquin Phoenixa.".  Phoenix je rekao da je, kad je saznao za film, postao uzbuđen jer je projekt bio takav kakav je želio napraviti, opisujući ga kao jedinstven i navodeći da se ne osjeća poput tipično studijski film. Trebalo mu je neko vrijeme da se posveti ulozi, jer ga je zastrašila, te je rekao "Često u tim filmovima imamo ove pojednostavljene, reduktivne arhetipove, a to omogućava publici da se distancira od lika, baš kao što bismo to učinili u stvarnom životu, gdje je lako nekoga označiti zlim, pa stoga reći: Pa, nisam to ja." 

### Scenariji
Phillips i Silver napisali su Jokera tijekom 2017. godine, a postupak pisanja trajao je oko godinu dana. Prema producentici Emmi Tillinger Koskoff, trebalo je neko vrijeme da se od strane Warner Brosa odobri scenarij, dijelom i zbog zabrinutosti zbog sadržaja. Slično tome, Phillips je komentirao da je tijekom čitavogodišnjeg procesa pisanja bilo "bezbroj prepreka" zbog vidljivosti lika. Phillips je rekao da, iako teme scenarija mogu odražavati moderno društvo, film nije trebao biti politički. Iako se lik Jokera prije toga pojavljivao u nekoliko filmova, Phillips je mislio da je moguće iznjedriti novu priču s likom. "To je samo još jedno tumačenje, kao što ljudi tumače Macbeth", rekao je za The New York Times.  
Scenarij inspiraciju crpi iz Scorseseovih filmova poput Taksista (1976.), Bijesnog bika (1980.) i Kralja komedije (1983.), kao i Phillipsove The Hangover trilogije. Ostali filmovi koje je Phillips naveo kao inspiraciju uključuju studije o likovima objavljene sedamdesetih godina - poput Serpico (1973.) i Let iznad kukavičjeg gnijezda (1975.) - nijemi film Čovjek koji se smije (1928.) i nekoliko mjuzikla. Phillips je rekao da osim tona, Jokera nije smatrao toliko drugačijim od svog prethodnog rada, poput njegovih Hangover-filmova. Iako je premisa filma nadahnuta grafičkim romanom Alana Moorea i Briana Bollanda Batman: The Killing Joke (1988.), koji Jokera prikazuje kao neuspjelog stand up komičara, Phillips je rekao da on "ništa ne slijedi iz stripova ... To je ono što mi je bilo zanimljivo. Ne radimo čak ni Jokera, već priču o tome kako je postao Joker.". Phillips je kasnije pojasnio da je mislio da nisu inspiraciju tražili od određenog stripa, već da su ga "gledali i odabrali ono što nam se svidjelo" iz povijesti lika. Odrasvši u New Yorku, Phillips je također crpio inspiraciju iz života u New Yorku tijekom ranih 1980-ih. Scena podzemne željeznice i posljedice inspirirane su snimanjem podzemne željeznice u New Yorku 1984. godine, dok je Arthur Fleck djelomično zasnovan na počinitelju pucnjave Bernhardu Goetzu.  
Phillipsu i Silveru se činila najčešća priča o podrijetlu Jokera, u kojoj je lik unakažen nakon što padne u kotao s kiselinom, previše nerealna. Umjesto toga, koristili su određene elemente mita Jokera kako bi proizveli originalnu priču, koju je Phillips želio učiniti što autentičnijom. Budući da Joker nema definitivnu priču o porijeklu u stripovima, Phillips i Silver dobili su znatnu kreativnu slobodu i "svaki su se dan gurali da smisle nešto potpuno ludo". Međutim, pokušali su zadržati dvosmisleno "višestruki izbor" prirode Jokerove prošlosti pozicioniranjem lika kao nepouzdanog pripovjedača - s čitavim dijelovima priče koji su jednostavno proizvod njegove mašte  - i ostavio je nejasnim od kojih mentalnih bolesti pati. Kao takav, Phillips je rekao da je cijeli film otvoren za interpretaciju.  

### Pred-produkcija
Nakon razočaravajućeg kritičkog i financijskog učinka Lige pravde (2017.), u siječnju 2018. Walter Hamada zamijenio je Jon Berga na mjestu voditelja filmske produkcije iz tvrtke Warner Bros. Hamada je sortirao razne DC filmove u razvoju, poništavajući neke dok je odobrio druge; film Joker trebalo je početi snimati krajem 2018. godine, s malim budžetom od 55 milijuna dolara. Masters je izvijestio da Warner Bros nije volio pustiti Jokera da ide naprijed i dao mu je mali proračun u pokušaju da razuvjeri Phillipsa. Do lipnja je Robert De Niro razmatran za sporednu ulogu u filmu. Dogovor s Phoenixom finaliziran je u srpnju 2018., nakon četiri mjeseca Phillipsovog nagovaranja. Odmah zatim, Warner Bros. službeno je odobrijo film, nazvao ga je Joker i dao mu 4. listopada 2019., datum izlaska. Warner Bros. opisao je film kao "istraživanje čovjeka kojeg društvo zanemaruje te [koji] nije samo studija hrapavih likova, već i šira priča upozorenja." 
Scorseseov dugogodišnji suradnik Koskoff pridružio se proizvodnji, iako je Scorsese svoje producentske dužnosti napustio zbog drugih obveza. Scorsese je razmišljao da bude izvršni producent, ali bio je zaokupljen svojim filmom Irac. Također je potvrđeno da film neće imati učinka na Letov Joker i bit će prvi u novoj seriji DC filmova koji nisu povezani s DCEU-om. U srpnju je njemačko-američka glumica Zazie Beetz dobila sporednu ulogu, a De Niro je u pregovore ušao u kolovozu. Frances McDormand odbila je ponudu za portretiranje majke Jokera, te je Frances Conroy dobila ulogu. Krajem srpnja, glumačkoj postavi pridružili su se Marc Maron i Bryan Callen. Alec Baldwin izabran je za Tomasa Waynea 27. kolovoza, ali je odustao dva dana kasnije zbog sukoba sa snimanjem.  

### Snimanje
Glavno snimanje započelo je u rujnu 2018. u New Yorku, pod radnim naslovom "Romeo". Ubrzo nakon što je snimanje započelo, De Niro, Brett Cullen, Shea Whigham, Glenn Fleshler, Bill Camp, Josh Pais i Douglas Hodge najavljeni su da su se pridružili filmu, te je Cullen je zamijenio Baldwina. Bradley Cooper pridružio se filmu kao producent, a direktor fotografije bio je Lawrence Sher, obojica s kojima je Phillips već ranije surađivao. 22. rujna, scena koja prikazuje nasilni prosvjed snimljena je na stanici Church Avenue u Kensingtonu u Brooklynu, iako je stanica preinačena tako da izgleda poput stanice Bedford Park Boulevard u Bronxu. Snimanje nasilnih scena odvijalo se i na napuštenoj donjoj platformi stanice Ninth Avenue u Sunset Parku u Brooklynu.   
Prema glumici Beetz, Phillips je tijekom produkcije preradio cijeli scenarij; kako je Phoenix toliko smršavio zbog filma, nije bilo prilike za ponovna snimanja. Prisjetila se, "ušli bismo u Toddovu prikolicu i napisali scenu te večeri, i tako je snimili. Tijekom maske zapamtili bismo replike, takve ih izveli, a zatim bismo to snimili tri tjedna kasnije." Phillips se prisjetio da je Phoenix ponekad izašao tijekom snimanja jer je gubio samokontrolu i trebao se pribrati - na zbunjenost drugih glumaca, koji su se bojali da su učinili nešto loše. De Niro je bio jedan od rijetkih uz kojeg Phoenix nikad nije napustio set, te je De Niro rekao da je [Phoenix] "bio vrlo intenzivan u svom poslu, kako je trebalo biti, kakav bi trebao biti".
Snimanje u Jersey City započelo je 30. rujna, te je zatvorena avenija Newark, dok je snimanje u studenom, počevši od 9. studenog, zatvorilo Kennedyjev bulevar. Snimanje u Newarku započelo je 13. listopada i trajalo do 16. listopada. Ubrzo prije snimanja Newarka, SAG-AFTRA zaprimila je žalbu da su statisti u vagonima podzemne željeznice bili zaključani više od tri sata tijekom snimanja u Brooklynu, što predstavlja kršenje zakona. Problem je brzo riješen nakon što je predstavnik posjetio set.  Tog mjeseca Dante Pereira-Olson pridružio se glumačkoj postavi kao mladi Bruce Wayne. Whigham je rekao da je potkraj listopada film bio u "polovici" produkcije, dodajući da je to bilo "intenzivno" i "nevjerojatno" iskustvo. Sredinom studenog snimanje se preselilo u New York. Snimanje filma završeno 3. prosinca 2018., s Phillipsom koji je objavio sliku na svom Instagramu kasnije tijekom mjeseca u spomen na prigodu.
Phillips je potvrdio da je bio u procesu uređivanja Jokera u ožujku 2019. Sljedećeg mjeseca na CinemaConu izjavio je da se film "još uvijek oblikuje" i da je o njemu bilo teško raspravljati, jer se nadao da će zadržati tajnost. Phillips je također demantirao većinu izvještaja oko filma, jer je smatrao da je to "priča o podrijetlu lika koji nema definitivno podrijetlo." Potvrđeno je da će i Brian Tyree Henry imati ulogu u filmu. Vizualne efekte osigurali su Scanline VFX i Shade VFX, a nadgledali su ih Matthew Giampa i Bryan Godwin, dok Erwin Rivera bio je glavni nadzornik. 
Jedna scena koja je izrezana iz filma prikazivala je Sophie kako gleda Arthurov nastup u Franklinovom showu. Scena je trebala publici pokazati da je još uvijek živa (jer film inače implicira da je Arthur ubija), ali Phillips je zaključio da se to ne bi podudaralo s naracijom koja je prikazana isključivo iz Arthurove točke gledišta. 
Konačni proračun filma bio je 55–70 milijuna američkih dolara, što The Hollywood Reporter smatra "zrncem" troškova tipičnog filma temeljenog na stripu. Za usporedbu, prethodni DC film usmjeren na negativce, Suicide Squad (2016.), koštao je 175 milijuna američkih dolara. $ 25 milijuna Jokerovog proračuna pokrilo je financijsko poduzeće Creative Wealth Media sa sjedištem u Torontu, dok su Village Roadshow Pictures i Bron Studios dali 25%. Joker je također bio prvi igrani kazališni film u filmskoj franšizi o Batmanu koji je dobio R-ocjenu (nije namijenjen za gledatelje mlađe od 17-godina) Američkog filmskog udruženja zbog "snažnog krvavog nasilja, uznemirujućeg ponašanja, psovanja i kratkih seksualnih implikacija." U Velikoj Britaniji, BBFC je filmu dao certifikat "15", što znači da film nije namijenjen gledateljima mađima od 15-godina.

## Glazba
U kolovozu 2018. angažirana je islandska skladateljica Hildur Guðnadóttir da sastavi partituru za film. Hildur je počela pisati glazbu nakon čitanja scenarija i sastanka s Phillipsom, koji je "imao puno snažnih ideja" o tome kako je smatrao da bi partitura trebala zvučati. Radila je na partituri za Joker zajedno s partiturom za dramsku miniseriju HBOa Černobil; Hildur je rekla da je prebacivanje između njih dvoje bilo izazovno, jer su se projekti toliko razlikovali. Uz skladbe, film sadrži pjesme "That's Life", "Send in the Clowns", "White Room" i "Rock and Roll Part 2". Korištenje "Rock and Roll Part 2" stvorilo je kontroverzu kada je objavljeno da bi njegov pjevač Gary Glitter (osuđeni seksualni prijestupnik) dobio honorar, ali kasnije je potvrđeno da neće. Rezultat je objavljen 2. listopada 2019. od strane WaterTower Music. Hildurova glazba osvojila je brojne nagrade, uključujući Oscara, Satellite Award, nagradu Saturn, nagradu Hollywood Music in Media (HMMA) i Zlatni globus za najbolju originalnu glazbu, pri čemu je potonja postala prva žena koja je pobijedila kao solo skladatelj u toj kategoriji. 

## Objava

### Marketing
Phillips je film promovirao objavljujući fotografije na svom Instagram računu. 21. rujna 2018. objavio je testnu snimku Phoenixa u kostimu Jokera, uz pjesmu "Smile" od grupe The Guess Who koja prati snimku. Na CinemaConu 2. travnja 2019. Phillips je predstavio prvu najavu za film, koja je objavljena na mreži sljedeći dan. Najava, koja je istaknuto sadržavala pjesmu "Smile" u izvedbi Jimmy Durantea, generirala je pozitivne odgovore, a neki su je komentatori uspoređivali s Taksistom i Requiemom za san te hvalili izvedbu Phoenixa. Književnici su najavu opisali kao mračnu i tjeskobnu, a Jenna Anderson s ComicBook.com osjećala je da izgleda više poput psihološkog trilera nego filmu baziranom na stripu. Glumac Mark Hamill, koji je Jokera tumačio u animiranom obliku od serije Batman: Animated Series iz 1992. godine, izrazio je oduševljenje na Twitteru. Suprotno tome, Germain Lussier iz io9 rekao je da je najava otkrila premalo i da je previše slična fotografijama koje je Phillips objavio na Instagramu. Iako je još uvijek vjerovao da pokazuje potencijal, Lussier je sveukupno mislio da najava nije "uspjeh". Najava je u prvih nekoliko sati izdanja dobila preko osam milijuna pregleda. 
25. kolovoza 2019. Phillips je objavio šest kratkih najavi koje su sadržavale sekvence pisanja, otkrivajući kako će druga najava biti objavljena 28. kolovoza. Redatelj Kevin Smith pohvalio je najavu izjavivši kako misli da bi film "i dalje funkcionirao čak i da [DC Comics] ne postoji" i hvaleći njegovu jedinstvenost. Sveukupno, Deadline Hollywood procijenio je da je Warner Bros. potrošio 120 milijuna dolara na promociju i reklame.

### Prikazivanja
Joker je premijerno prikazan na 76. međunarodnom filmskom festivalu u Veneciji 31. kolovoza 2019., gdje je dobio osam minuta ovacije i osvojio nagradu Zlatni lav. Također je prikazan na Međunarodnom filmskom festivalu u Torontu 9. rujna 2019. Film je u kazališnoj izvedbi objavio Warner Bros. Pictures 4. listopada 2019. u Sjedinjenim Državama, a dan ranije u Australiji i nekoliko drugih međunarodnih tržišta. 16. studenog 2019. prikazan je u Bijeloj kući za predsjednika Donalda Trumpa, koji je navodno uživao u filmu. Nakon nominacija na raznim nagradama, film je trebao biti objavljen u kinima diljem Sjeverne Amerike, počevši od 17. siječnja 2020. 

### Brige za sigurnost
18. rujna 2019. američka vojska distribuirala je e-poštom upozorenja za članove službe na moguće potencijalno nasilje koje bi se moglo pojaviti u kinima koji su prikazivali film kako zabilježila popularnost lika Jokera među incel-zajednicom. Odvojeni dopis otkrio je da je vojska dobila "vjerodostojne" informacije od teksaških zakona "u vezi s ciljanjem nepoznatog kina tijekom prikazivanja." Međutim, prema Deadline Hollywoodu, FBI i Ministarstvo unutarnje sigurnosti Sjedinjenih Država nisu utvrdili vjerodostojnw prijetnje oko puštanja filma. 
U intervjuu za TheWrap, Phillips je izrazio iznenađenje kritikama oko tamnog tona filma, rekavši "to je zato što je bijes roba" i nazvavši kritičare filma "krajnje lijevim". Phoenix je napustio intervju za The Telegraph kada je postavljeno pitanje može li film nadahnuti masovne ubojice. Kasnije se vratio da završi intervju, ali nije odgovorio na pitanje. Povodom toga, novinarima je zabranjeno prisustvovanje premijere u TCL Chinese Theatre, te samo je fotografima dopušteno da komuniciraju s glumcima i prate ih na crveni tepih. U izjavi za Variety, Warner Bros. rekao je da se "o Jokeru puno govorilo i jednostavno osjećamo da je vrijeme da ljudi vide film." 
Film nije prikazan u kinu Aurora, Colorado, gdje se dogodilo masovno pucanje 2012. tijekom prikazivanja filma Vitez tame: Povratak. Tri obitelji žrtava, kao i majka svjedoka, potpisale su pismo Warner Brosu sa zahtjevom. Pored toga, kazališta Landmark zabranilo je gledateljima filmova da nose kostime Jokera tijekom prikazivanja, dok su policijske uprave Los Angelesa i New Yorka povećale vidljivost policije u kazalištima, iako nisu primile "nikakvu posebnu prijetnju".

## Kritike
Na internetskoj stranici Rotten Tomatoes, film ima ocjenu od 68% na temelju 576 recenzija, s prosječnom ocjenom 7,30/10. Kritički konsenzus stranice glasi: "Joker daje svom zloglasnom središnjem liku zastrašujuće vjerojatnu priču o podrijetlu koja služi kao sjajna vitrina njegove zvijezde - i mračna evolucija za kinematografiju nadahnutu stripom.". Stranica Metacritic, dodijelila je filmu ocjenu 59 od 100 na temelju 60 kritičara, što ukazuje na "mješovite ili prosječne kritike". Publika koju je anketirao CinemaScore dala je filmu prosječnu ocjenu "B +" na skali od A do F, dok su oni na PostTrak mu dali ukupno pozitivnu ocjenu od 84% (s prosječno 4 od 5 zvjezdica) i 60% "definitivnu preporuku". 
Mark Kermode iz The Observera ocijenio je film ocjenom 4 od 5 zvjezdica, rekavši da, "Joker ima as-karticu u obliku očaravajućeg fizičkog prikaza Joaquin Phoenixa o čovjeku koji će postati kralj.". Pišući za IGN, Jim Vejvoda dao je Jokeru savršenu ocjenu, komentirajući film, "funkcionirao bi jednako dobro i kao zamamna studija likova bez ijedne njegove povezanosti s DC Comics; to što je slučajno sjajni film smiješten u Batman-svemiru je šlag na torti Batfana.". Smatrao je to snažnom i uznemirujućom alegorijom suvremenog zanemarivanja i nasilja, a Phoenixov prikaz Jokera opisao je zamamnim i "vrijednim Oscara". Slično tome, Xan Brooks iz The Observera - koji je također dao filmu savršenu ocjenu - nazvao ga "slavno odvažnim i eksplozivnim" i cijenio kako je Phillips koristio elemente iz Scorseseovih filmova da stvori originalnu priču. Owen Gleiberman iz Variety napisao je: "Phoenix je zapanjujući kao mentalno bolestan štreber koji postaje klaun ubojica Joker u nokautu Taxi Drivera Todda Phillipsa: rijetki comic-book film koji izražava ono što se događa u stvarnom svijetu."
Brandon Davis iz ComicBook.com hvalio je Joker kao revolucionarnu adaptaciju stripa koja mu se učinila strašnijom od većine horor filmova iz 2019. Davis ga je povoljno usporedio s Batman filmom Vitez Tame iz 2008. godine, pohvalivši kinematografiju i izvedbe i nazvao ga filmom u koji treba vidjeti da bi mu se vjerovalo. Pete Hammond iz Hollywood Deadline vjeruje da film redefinira Jokera i da ga je "nemoguće otresti se". Hammond je također pohvalio priču i izvedbe, a film je sažeo kao "bravurozni primjer filma koji govori svijetu u kojem danas zapravo živimo na načine na koje malo filmova radi." Peter Travers iz Rolling Stone rekao je da nema riječi za opisivanje Phoenixove izvedbe, nazvavši film "srce-drapajućim" i "jednostavno nevjerojatnim".
David Ehrlich iz IndieWire bio je mješovitiji i dao filmu "C +". Smatrao je da, iako je "Joker najsmjeliji i najuzbudljiviji superherojski film od Viteza Tame", bio je "također zapaljiv, zbunjen i potencijalno toksičan". Ehrlich smatra da će film obradovati obožavatelje DC-a i pohvalio je Phoenixovu izvedbu, ali kritizirao je Phillipsovu režiju i nedostatak originalnosti. Kritički osvrt stigao je od Glenna Kennyja s RogerEbert.com, koji je filmu dao dvije zvjezdice od četiri. Iako je pohvalio izvedbe i mislio da je priča uspjela, Kenny je kritizirao socijalni komentar i Phillipsovu režiju, smatrajući film previše izvedenim i vjerujući da je njegov fokus "manje u zabavi nego u stvaranju samobitnosti". U analizi lika Jokera, Onmanoramin Sajesh Mohan napisao je da je film klišeiziran - jedini osviježavajući dio je gluma Joaquin Phoenixa. "Film s velikom boli i vrlo detaljno objašnjava kako se Arthur Fleck pretvara u Jokera utučenog načinom na koji se svijet odnosi prema njemu. Zahvaljujući Phillipsu i Silveru, Phoenix je uspio prizvati kralja među Jokere", navodi se u analizi. 
Stephanie Zacharek iz časopisa Time, u negativnoj je kritii, Phoenixovu izvedbu naziva prekomjernom i osjeća da, dok nam je Phillips pokušavao "[dati] film o praznini naše kulture ... on samo nudi vrhunski primjer to." Tvrdila je da radnje u filmu uopće nema, te da je "mračni samo na glupo adolescentni način" i "punjen lažnom filozofijom". U međuvremenu, Glen Weldon iz NPR smatrao je da filmu nedostaje inovacija i rekao da je njegov simpatični stav prema Jokeru "divlje neuvjerljiv i svakodnevno nezanimljiv. " Weldon je također kritizirao Jokera što se previše trudi odstupiti od stripa i kao rezultat toga postaje samo imitacija filmova poput Taksista. Peter Bradshaw iz The Guardian nazvao ga je "najrazočaravajućim filmom godine". Hvaleći Phoenixovu izvedbu i prvi čin, kritizirao je razvoj političke radnje filma i sveukupno ga smatrao previše izvedenim iz raznih Scorsese filmova. 

### Reakcije filmske industrije
Joker je generirao primio pozitivne odgovore iz same filmske industrije. Glavni kreativni direktor DC Comicsa Jim Lee pohvalio ga je kao "intenzivnog, sirovog i duševnog" i rekao da je on ostao vjeran liku unatoč odstupanju od izvornog materijala. Glumac Mark Hamill, koji Jokera utjelovljuje u animaciji i videoigrama, smatrao je da je film "sjajno" iznova osmislio lik i dao mu "dva palca" priznanja. Filmski redatelj Michael Moore nazvao je Jokera "kinematografskim remek-djelom" i rekao da je to "opasnost za društvo" ako ga ljudi ne vide. Glumac Josh Brolin, koji tumači Thanosa u kinematografskom svemiru Marvela, smatrao je film moćnim: "Da biste cijenili Jokera, vjerujem da u životu morate proći kroz nešto traumatično (a vjerujem da većina nas je) ili razumjeti negdje u svojoj psihi što je istinsko suosjećanje.". Glumac Vincent D'Onofrio, koji tumači Wilsona Fiska u Marvel Cinematic Universeu, vokalno je pohvalio Phoenixovu izvedbu u filmu preko Twittera, rekavši da "zaslužuje priznanje za ovaj nastup", dok se glumica Jessica Chastain složila, odgovarajući, "to je jedan od najvećih glumačkih izvedbi koje sam ikad vidjela.". Glumica i scenaristica Phoebe Waller-Bridge također je pohvalila film izjavivši: "Mislim da je razlog zbog kojeg su ljudi postali toliko neugodni [s filmom] zato što se osjeća previše istinito, previše sirovo. Gledala sam ga i mislila u sebi, Bože, kad bi ovo izašlo godinu dana u Obamino vrijeme na funkciji, mislim da se ne bismo osjećali toliko zabrinuto o tome.". Redatelj David Fincher rekao je o neočekivanom uspjehu filma: "Nitko ne bi pomislio da su pucali u divovski hit s Jokerom da Vitez tame nije bio tako masivan kao što je bio. Mislim da nitko ne bi gledao taj materijal i pomislio: "Da, uzmimo [Taksista] Travisa Bicklea i [Kralja komedije] Ruperta Pupkina i spojimo ih, a zatim uhvatimo ga zamku mentalno oboljelih i izvučemo za milijardu dolara."

### Priznanja
Nastup Joaquin Phoenixa u filmu donio mu je više nagrada, uključujući Oscara za najboljeg glumca, BAFTA-inu nagradu za najboljeg glumca u glavnoj ulozi, Filmsku nagradu kritičara za najboljeg glumca, Zlatni globus za najboljeg glumca - filmska drama i Nagrada Ceha filmskih glumaca za izvrsnu izvedbu muškog glumca u glavnoj ulozi.
Joker je na 92. dodjeli Oskara osvojio nagrade za najboljeg glumca (Phoenix) i najbolju originalnu glazbu. Povodom ceremonije je dobio ukupno jedanaest nominacija (uključujući najbolji film), čime je oboren rekord od osam koje je posjedovao Vitez tame za najviše nominacija koje je dobio film zasnovan na stripu, stripu ili grafičkom romanu. Na 73. dodjeli filmske nagrade Britanske akademije, film je osvojio nagradu za glumu u glavnoj ulozi (Phoenix), najbolju ulogu i najbolju originalnu glazbu od vodećih jedanaest nominacija, uključujući najbolji film. Film je nominiran za četiri nagrade Zlatni globus za 77. ceremoniju, osvajajući nagrade za najbolju originalnu glazbu i najboljeg glumca (Phoenix). Film je nominiran za sedam nagrada na 25. dodjeli nagrada kritičara, osvojivši najboljeg glumca (Phoenix) i najbolju ocjenu, a uvršten je u 10 najboljih filmova Američkog instituta za film 2019.
Osvojivši nagradu na 26. dodjeli nagrada Screen Actors Guild za Phoenixovu izvedbu, Joker je također dobio nominacije od drugih cehova, uključujući Writers Guild of America Awards i Producers Guild of America. Osvojio je nagradu za najbolje razdoblje i / ili likove u dugometražnom igranom filmu od Ceha umjetnika šminkera i frizera. Američka produkcija, film je osvojio Zlatnog lava na 76. Venecijanskom međunarodnom filmskom festivalu.

## Teme u filmu
Joker se bavi temama mentalnih bolesti i njihovim učincima. Njegov prikaz Jokera opisan je da podsjeća na one koji masovno pucaju u Sjedinjenim Državama, kao i na članove internetske zajednice incel. Christina Newland, Vejvoda i Hammond iz Guardiana, film su protumačili kao priču upozorenja - zanemarivanje onih u društvu koji imaju manje sreće stvorit će osobu poput Jokera. Stephen Kent, pišući za Washington Examiner, opisao je Arthura Flecka kao miješanje zajedničkih aspekata masovnih ubojica, a njegovu poruku protumačio kao podsjetnik da je društvo prepuno ljudi poput Jokera. Chauncey K. Robinson, pišući za People's World, rekao je da film "poteže tanku granicu između istraživanja i opravdavanja valjanosti" Jokerovog lika i da je "u konačnici osobni pregled slomljenog sustava koji stvara vlastita čudovišta". 
Neki su pisci izrazili zabrinutost da bi Jokerov simpatični prikaz ubojitog manijaka mogao potaknuti stvarno nasilje. Richard Lawson iz časopisa Vanity Fair utvrdio je da je film previše simpatičan prema "bijelcima koji čine gnusne zločine" i da su ideologije socijalne politike predstavljene u filmu "zla koja su daleko lakše prepoznatljiva" ljudima "koji pucaju po školama i koncertima i crkvama, koje pucaju na žene i muškarce za kojima žude i zavide, koji puštaju neki duh anarhičnog animusa na svijet - na njih je postavljen gotovo mračni mit u potrazi za odgovorima.". Jim Geraghty iz National Review napisao je da je "zabrinut da će određeni segment bijesnih, paranoičnih, emocionalno nestabilnih američkih mladića gledati Joaquin Phoenixa kako se spušta u ludilo i poželjeti da odgovore društvu tako da ozlijede što više ljudi, uzvičući: konačno, netko me razumije!'". Suprotno tome, Michael Shindler, pregledavajući film za Mere Orthodoxy, se slaže da Joker prikazuje simpatičnu fantaziju o ispunjenju želja, također tvrdi (oslanjajući se na uvide Sigmunda Freuda i Jacquesa Lacan) da će upravo iz tog razloga film, ako išta, preventivno ugušiti nasilje u stvarnosti pretvarajući "Svjetske mrlje u krotke somnambuliste". 
Britanski neurokriminolog Adrian Raine bio je impresioniran koliko je film točno prikazao psihologiju ubojice. U intervjuu za Vanity Fair opisao ga je kao "sjajno obrazovno sredstvo" i izjavio da planira predstavljati filmske isječke tijekom svojih predavanja. Psihijatar Kamran Ahmed istaknuo je čimbenike u Arthurovom djetinjstvu poput zlostavljanja i gubitka roditelja i obiteljske povijesti mentalnih bolesti u nastanku njegova stanja. Američka psihijatrica Imani Walker, koja je poznata po svojoj televizijskoj seriji   Married to Medicine Los Angeles i radeći s nasilnim kriminalcima s mentalnim poremećajima, analizirala je Jokerove očigledne mentalne poremećaje i okolnosti, ali također napominje da je Arthur pokušavao potražiti pomoć prije pada. Za Arthura i ostale siromašne koji imaju mentalne bolesti kaže: "Mi se kao društvo niti ne pretvaramo da su stvarni ljudi. I o tome govori ovaj film. Nikad nije imao šanse." 
Micah Uetricht, izvršni direktor časopisa Jacobin, u recenzijii koju je objavio The Guardian ocijenio je da je šokiran time što mediji nisu razumjeli poruku filma: "Dobili smo prilično izravnu osudu američke štednje: kako štednja ostavlja ranjive patnji režući resurse koji su im potrebni i stvarajući stravične posljedice za ostatak društva koje mogu rezultirati. " Ahmed također naglašava nedostatak financiranja ionako rastegnutih službi za mentalno zdravlje širom svijeta na koje se aludira.

## Kulturološki utjecaj
Tijekom događaja Pokreta pet zvijezda u listopadu 2019. talijanski komičar i političar Beppe Grillo održao je govor noseći Jokerovu šminku. Reference na lik pronađene su i u antivladinim prosvjedima širom svijeta. Tijekom libanonskih prosvjeda 2019. – 20., skupina grafitera nazvana Ashekm naslikala je fresku Jokera koji je držao Molotovljev koktel, a također je objavljeno da je na protestima u Bejrutu postojala Jokerova stanica za farbanje lica. U čileanskom Los Ángelesu, tijekom čileanskih prosvjeda 2019. – 2019., Izraz "Svi smo klaunovi", koji su u filmu usvojili prosvjednici Gotham Cityja, napisan je u podnožju kipa. U Hong Kongu su prosvjednici osporili hitnu uredbu o zabrani nošenja maski noseći one izmišljenih likova kao što je npr. Joker. U Francuskoj, za vrijeme prosvjeda Žutih prsluka, vatrogasci su se šminkali Jokerom i zapalili dok su se na ulicama borili protiv policije. 
Jedno od mjesta viđenih u filmu, niz stepenica u Bronxu, u New Yorku, nazvano je Jokerove stepenice. Stube su postale turističko odredište i predmet internetskih memova, a posjetitelji često repriziraju scenu iz filma u kojem Fleck pleše niz stepenice u svojoj Joker odjeći.

## Budućnost
Joker je trebao biti samostalni film bez nastavka, iako je Warner Bros. namijenio da pokrene DC Black, liniju filmova temeljenih na DC Comicsu koji nisu povezani s DCEU, s tamnijim, eksperimentalnijim materijalom. Iako je Phillips u kolovozu 2019. rekao da bi bio zainteresiran za izradu nastavka, ovisno o izvedbi filma i ako je Phoenix zainteresiran, kasnije je pojasnio da "film nije namješten da [ima] nastavak. Uvijek smo se bavili to kao jedan film, i to je to. " U listopadu 2019. Phoenix je razgovarao s Peterom Traversom da bi možda mogao ponoviti ulogu Arthura, usredotočujući se na Traversovo pitanje o Phoenixu smatra li Jokera svojom "ulogom iz snova". Phoenix je izjavio: "Ne mogu prestati razmišljati o tome ... ako još nešto možemo učiniti s Jokerom što bi moglo biti zanimljivo", i zaključio: "To nije ništa što sam stvarno želio učiniti prije rada na ovome film. Ne znam dali ima [još toga za napraviti] ... Budući da se činilo beskrajnim, mogućnosti kamo možemo ići s likom. "
20. studenoga 2019., Hollywood Reporter objavio je da je nastavak u fazi izrade, a Phillips, Silver i Phoenix trebali bi ponoviti svoje dužnosti; međutim, Deadline Hollywood isti je dan izvijestio da je priča The Hollywood Reportera bila lažna i da pregovori nisu ni započeli. Phillips je odgovorio na izvješća rekavši da je s Warner Brosom razgovarao o nastavku i to je i dalje ostalo moguće, ali nije u razvoju. Phillips je također potvrdio da predstojeći film Batman neće biti smješten u isti kontinuitet kao Joker. Tijekom intervjua za Variety na međunarodnom filmskom festivalu u Palm Springsu, Phillips je izrazio zanimanje za izdvajanje fokusirajući se na Batmana, rekavši: "To je prelijepi Gotham. Ono što bih volio vidjeti da se netko bavi je kako Batman izgleda iz tog Gothama. Ne kažem da ću to učiniti. Ono što mi je bilo zanimljivo u vezi s uključivanjem Batmana u naš film bilo je: 'Kakvog Batmana stvara ovaj Gotham?' To je sve što sam time htio reći. ".

## Vanjske poveznice
- Službena stranica
- Joker u internetskoj bazi filmova IMDb-a